# Moneasa
Moneasa (deutsch Moniasa, ungarisch Menyháza) ist eine Gemeinde im Kreis Arad, im Kreischgebiet, im Westen Rumäniens. 

## Geografische Lage

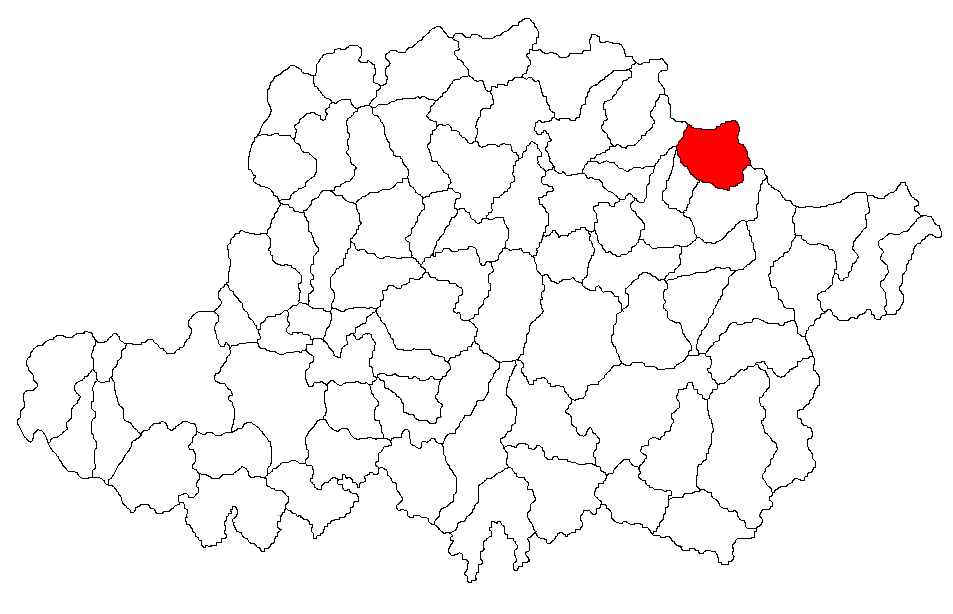
Lage von Moneasa im Kreis Arad

Moneasa liegt im äußersten Nordosten des Kreises Arad an der Grenze zum Kreis Bihor. Die Ortschaft befindet sich im Apuseni-Gebirge am Fuße des Codru-Moma-Gebirges, in 102 km Entfernung von Arad und 20 km von Sebiș. Moneasa wird von dem gleichnamigen Fluss durchquert.

## Nachbarorte

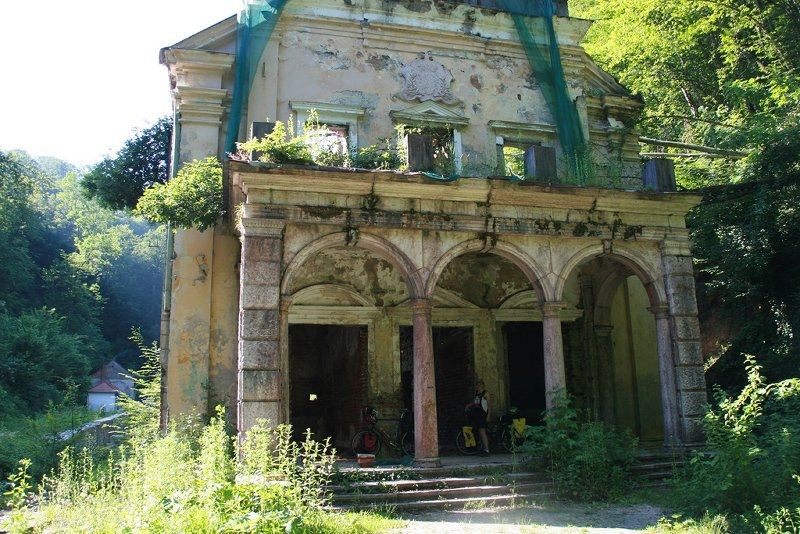
Ehemaliges Kurbad in Moneasa

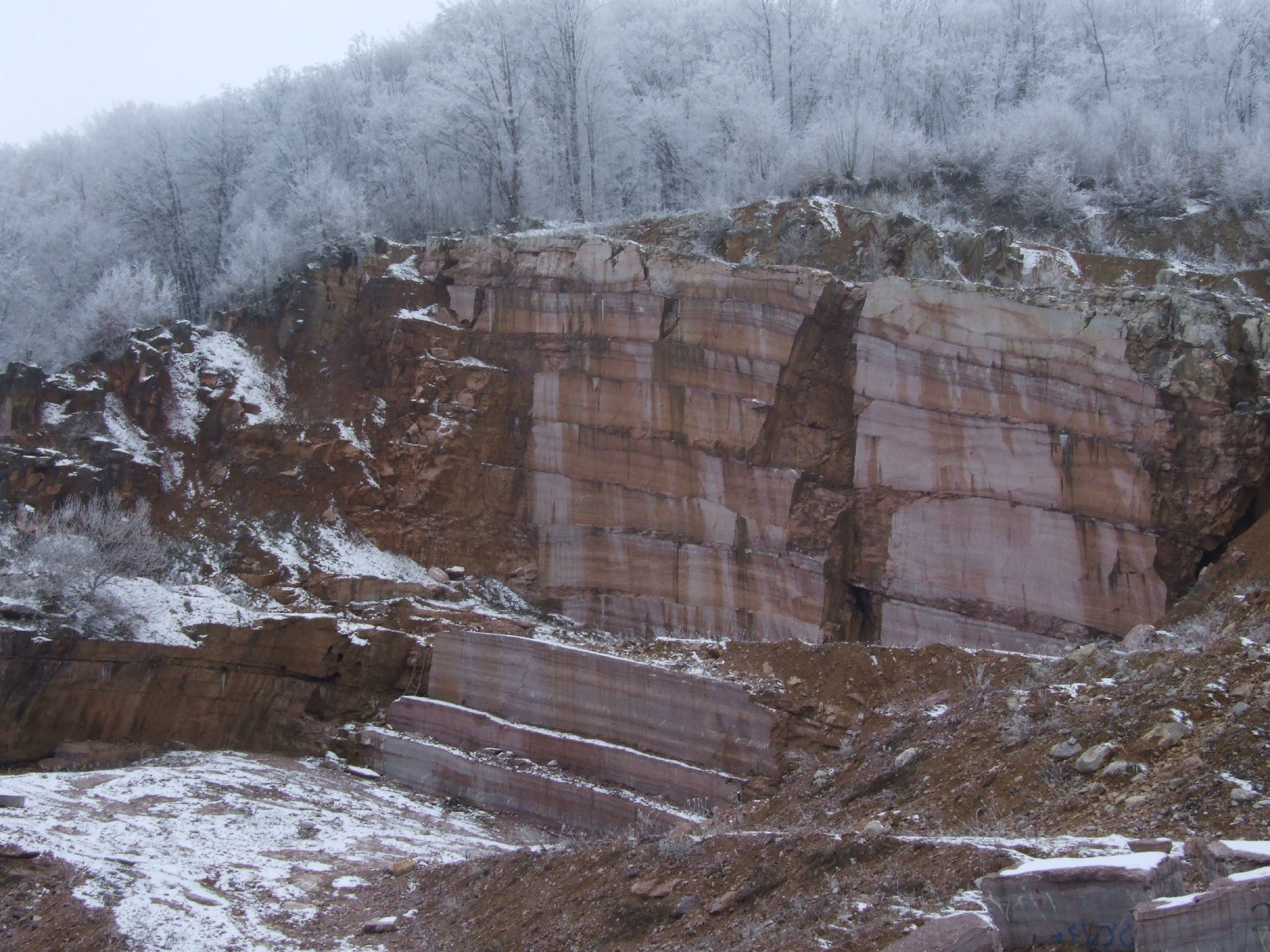
Marmorsteinbruch bei Moneasa

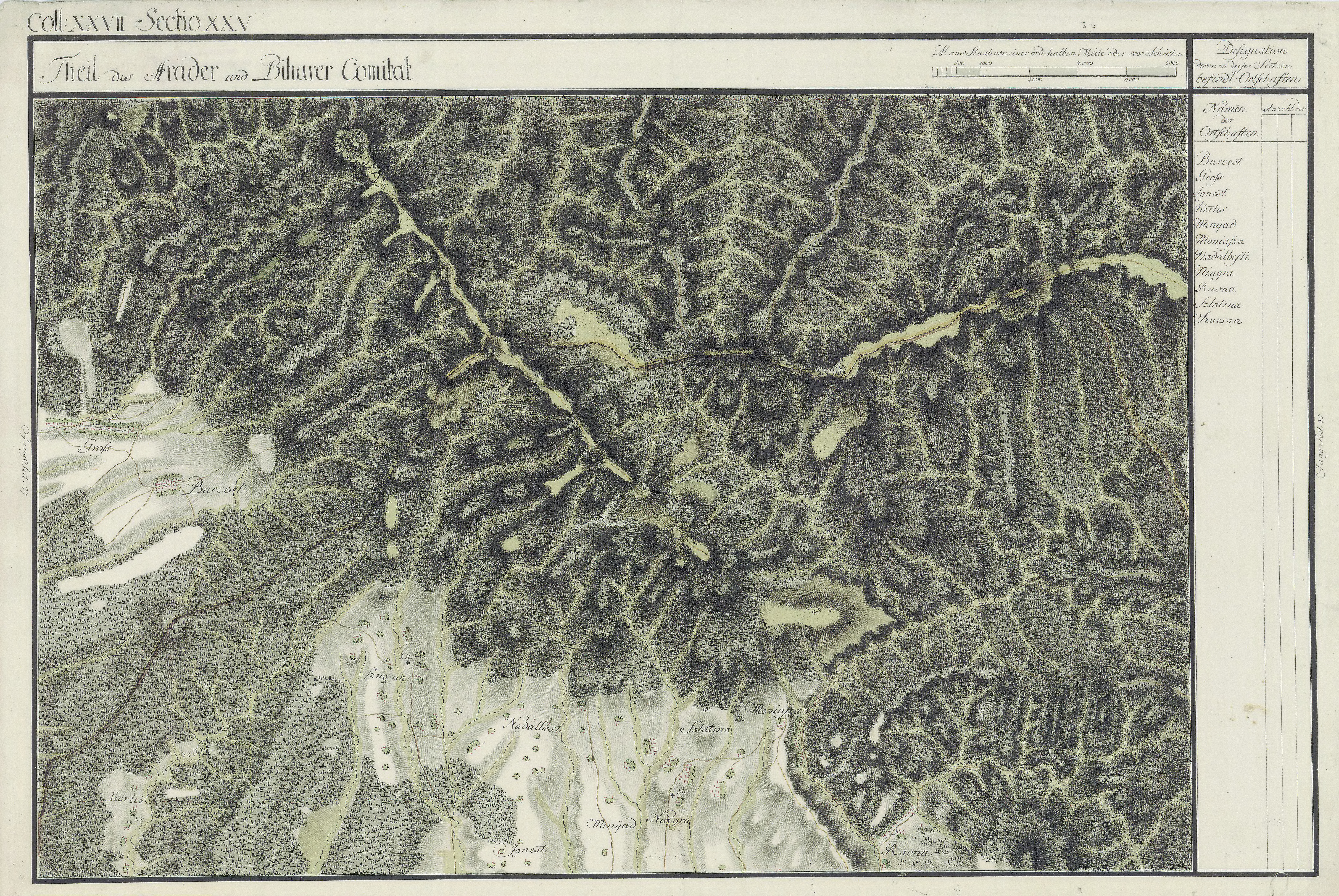
Moneasa (Moniasza) auf der Josephinischen Landaufnahme von 1782–1785.

| Bărzești        | Apuseni-Gebirge                             | Apuseni-Gebirge |
| Susani          | Kompassrose, die auf Nachbargemeinden zeigt | Apuseni-Gebirge |
| Slatina de Criș | Rănușa                                      | Apuseni-Gebirge |

## Geschichte
Die erste urkundliche Erwähnung der Ortschaft stammt aus dem Jahr 1597, als Sigismund Báthory  die Thermalquellen und die Eisenerzvorkommen von Monyásza erwähnte.
Im Laufe der Jahrhunderte traten verschiedene Schreibweisen des Ortsnamens auf: 1619 Moneassa, 1774 Monyasza, 1828 und 1851 Monyaza oder Monyasza und 1913 Menyház.
Nach dem Frieden von Karlowitz (1699) kam Arad und das Maroscher Land unter österreichische Herrschaft, während das Banat südlich der Marosch bis zum Frieden von Passarowitz (1718) unter Türkenherrschaft verblieb. Gemäß den Plänen von General Starhemberg wurden im August 1699 und Juni 1701 die ersten Garnisonen der Theiß-Maroscher-Militärgrenze eingerichtet, zu denen auch Moneasa gehörte.
1804 war Moneasa im Besitz der Familie Névery, 1847 wurde es an Graf Waldstein Wartemberg  Cristian (1794–1858) verkauft, 1891 kam es in den Besitz der Witwe des Grafen Friedrich Wenckheim. Infolge des Österreichisch-Ungarischen Ausgleichs (1867) wurde das Arader Land dem Königreich Ungarn innerhalb der Doppelmonarchie Österreich-Ungarn angegliedert. Die amtliche Ortsbezeichnung war Menyháza.
Der Vertrag von Trianon am 4. Juni 1920 hatte die Grenzregulierung zur Folge, wodurch Moneasa an das Königreich Rumänien fiel. Die Bodenreform von 1921 hatte die Enteignung des Besitzes der Gräfin Wenckheim zur Folge. Durch Parzellierung wurde der Grund und Boden besitzlosen rumänischen Bauern zugeteilt.
Das Kurbad von Moneasa ist seit 1597 für seine Heilquellen urkundlich belegt. Die Bauten des heutigen Thermalbads stammen aus dem Jahr 1881. Das Wasser hat eine Temperatur von 25–32 °C und ist für die Behandlung von Erkrankungen des Nervensystems und des Bewegungsapparats geeignet. Im Steinbruchsgebiet von Moneasa wird schwarzer und roter Werkstein (Kalkstein, Jura) gewonnen. Östlich von Moneasa befand sich im 19. Jahrhundert der Hochofen von Jumelt, wo das Eisenerz aus den Minen von Moneasa aufbereitet wurde.

## Bevölkerungsentwicklung
| 1880 | 1044 | 883  | 100 | 16 | 45 |
| 1910 | 1290 | 1106 | 174 | 9  | 1  |
| 1930 | 1221 | 1119 | 81  | 2  | 19 |
| 1977 | 1183 | 1154 | 20  | 6  | 3  |
| 1992 | 1291 | 1253 | 24  | 7  | 7  |
| 2002 | 1056 | 1032 | 18  | 2  | 4  |
| 2021 | 738  | 687  | 2   | 3  | 46 |